# Бандини, Анджело-Мария
Анджело-Мария Бандини (итал. Angelo Maria Bandini) — итальянский учёный, родился во Флоренции 25 сентября 1726 года, умер в 1800 году. Бандини путешествовал по Австрии и Италии, пробыл некоторое время в Риме, где папа Бенедикт XIV просил его подробно описать найденный на Марсовом поле обелиск; в 1750 г. Бандини сделался библиотекарем Александра Маручелли, а с 1756 г. занял во Флоренции должность директора Лаврентьевской библиотеки.